# Anniek Siebring
Anniek Siebring (* 13. Mai 1997 in Sleen) ist eine niederländische Volleyballspielerin.

## Karriere
Siebring begann ihre Karriere 2012 beim VC Sleen. In der Saison 2013/14 spielte sie bei Lycurgus Groningen. Danach wechselte die Außenangreiferin zum VC Sneek. Mit dem Verein gewann sie 2015 das Double aus Pokal und Meisterschaft. Ein Jahr später erreichte sie erneut das Pokalfinale und verteidigte den Meistertitel erfolgreich. 2017 folgte ein weiterer Pokalsieg und 2018 wurde der Verein Vizemeister. Anschließend wechselte Siebring zum deutschen Bundesligisten VfB 91 Suhl. Mit Suhl erreichte sie in der Saison 2018/19 das Viertelfinale im DVV-Pokal und den neunten Platz in der Bundesliga. Im Mai 2019 debütierte sie bei der Nations League in der niederländischen Nationalmannschaft.